# Haemodipsus ventricosus
Haemodipsus ventricosus är en insektsart som först beskrevs av Henry Denny 1842.  Haemodipsus ventricosus ingår i släktet Haemodipsus och familjen ledlöss. Inga underarter finns listade i Catalogue of Life.